# 伝説の森公園 モーゼパーク
伝説の森公園 モーゼパークは、宝達山山麓の三ツ子塚古墳群を整備した公園である。石川県羽咋郡宝達志水町河原地内にある。ここがモーゼの墓であるとした山根キクの主張を押水町が町おこしに利用して整備し、1993年にオープンした。金沢大学教授の中村伸浩によると、モーゼの墓であるという伝承や証拠はなく、山根キクの著作が唯一の根拠である。

## 概要
山根キクは「竹内文書」の影響を受けており、自分は「キリストの遺言状」を知っていると主張し、十字架の上で死んだのはキリストの弟で、キリストは日本で死んだと述べた。そしてキリストの墓やモーゼの墓を日本に「発見」した。山根は著作『光りは東方より』で、石川県押水町の通称・三ツ子塚という古墳をモーゼの墓であると主張。三ツ子塚には「聖者モーシェ大導位の霊位」という札が立てられ、宗教関係のグループなどが無断で立ち入るようになった。
元々古墳にモーゼの伝説などなく、町の人々は困惑したが、押水町商工会はこれを町おこしとして利用しようと考え、1989年に「モーゼクラブ」を設立。町当局や教育委員会は、「モーゼの墓」は歴史の偽造に加担することになり、宗教が絡むことから最初はかなり慎重な態度だった。押水町は農業も工業も冴えず、企業誘致に失敗して展望がなく、観光しかないが、特に観光資源もないという状況だった。町の関係者はこの古墳がモーゼの墓とは思っていなかったが、外部からの反響の大きさに手ごたえを感じ、町の予算1億五千万円を計上しふるさと創生の主要なモニュメントとして古墳を整備した。伝説の森モーゼパークは1993年にオープンした。当時、同じ能登の羽咋市がUFOでまちおこしをしており、それに対抗しようとモーゼに白羽の矢が立ったという。中村伸浩は、観光客の多くは新宗教の信者だったらしいと述べている。
2017年3月時点で、宝達志水町のホームページでは「神より十戒を授かったモーゼが、宝達山の山麓、三ツ子塚古墳群の中に葬られているという奇想天外なミステリー。モーゼは40年の歳月をかけ、ユダヤの民衆をイスラエルの地へ導いた後、シナイ山に登った。そこからモーゼは天浮船に乗り、能登宝達山に辿り着いたという。その後、583歳までの超人的な余生を宝達山で過ごし、三ッ子塚に埋葬された。モーゼパークは、そんな聖者モーゼが眠る伝説の森」と紹介されている。山根キクの名や、証拠や伝承がない旨の但し書きはない。